# Ruth Drexel
Pour les articles homonymes, voir Drexel.
Ruth Drexel (Vilshofen an der Donau, 14 juillet 1930 - Feldkirchen, 26 février 2009) est une actrice, réalisatrice et metteuse en scène de théâtre allemande.

## Biographie
De 1955 à 1965, Ruth Drexel est l’épouse de Michael Adami, qu'elle rencontre à l'école Otto Falckenberg. De ce mariage est née, en 1956, Katharina Adami, journaliste d'affaires à la BR Fernsehen. De 1969 jusqu'à sa mort en 1998, elle est l’épouse de l'acteur Hans Brenner, leur fille de Cilli Drexel est née en 1975.
Avec la pièce Späte Gegend, Ruth Drexel dit adieu à la scène au Volkstheater de Munich en décembre 2005. En 2007, elle met de côté sa carrière à cause de son cancer, dont elle décède des conséquences en 2009.

### Théâtre[1],[2],[3]
Formée à l'école Otto Falckenberg de Munich, elle obtient rapidement son premier engagement au Kammerspiele de Munich. En 1956 et 1957, Ruth Drexel fait partie du célèbre Berliner Ensemble de Bertolt Brecht, qu’elle rencontre alors qu’elle est une jeune actrice, au Kammerspiele de Munich.
Au cours des deux années suivantes, elle incarne, entre autres, Yvette dans Mère Courage et ses enfants et Madame Dullfeet dans La Résistible Ascension d'Arturo Ui. Elle joue dans de nombreux théâtres à Berlin, Stuttgart, Darmstadt, Munich, Heidelberg. Dès l'âge de 23 ans, elle est engagée par le Kammerspiele de Munich et y reste 18 ans. 
Elle travaille avec des metteurs en scènes tels que Peter Stein, Rainer Werner Fassbinder et Franz Xaver Kroetz.
En plus de son travail d'actrice, elle est directrice artistique au Volkstheater de Munich de 1988 à 1998, faisant d'elle la première femme à succéder à Jörg-Dieter Haas. Déjà en 1981, elle était la première femme de théâtre metteur en scène pour la pièce Talisman de Johann Nestroy au Volkstheater de Munich. En 1980, elle est cofondatrice du Tiroler Volksschauspiele (théâtre folklorique tyrolien) de Telfs. 

### Cinéma et télévision
En 1949, Ruth Drexel apparait pour la première fois au cinéma dans le film Heimliches Rendezvous de Kurt Hoffmann. En 1954, elle incarne le rôle principal dans l'adaptation télévisuelle de Ludwig Thoma Magdalena.
Elle incarne de nombreux personnages dans diverses séries allemandes plus ou moins connues sur le plan international. Dès 2004, elle incarne Agathe Heiland, inspirée de Miss Marple, dans Les enquêtes d’Agatha.

## Récompenses et distinctions
- 1983 : Médaille Ludwig Thoma de la ville de Munich
- 1989 : Prix Adolf-Grimme d’argent pour la série télévisée Zur Freiheit
- 1994 : Oberbayerischen Kulturpreis (Prix de la culture de Haute-Bavière)
- 1997 : Golden Gong pour Der Bulle von Tölz, avec Ottfried Fischer
- 1999 : Prix de la télévision allemande (de), catégorie Meilleure actrice de séries pour Der Bulle von Tölz
- 2000 : Bayerische Theaterpreis (Prix du théâtre bavarois)
- 2000 : Goldene Ehrenmünze der Landeshauptstadt München (Médaille d'Or d'honneur de la capitale de l'Etat Munich)
- 2000 : Ordre bavarois du mérite
- 2001 : Bayerische Poetentaler
- 2003 : L'Ordre bavarois de Maximilien pour la science et l'art
- 2004 : Le Romy d’Or, catégorie Meilleure actrice de série, pour Der Bulle von Tölz
- 2004 : Bayerische Fernsehpreis (Prix de la télévision bavaroise), prix spécial pour l'œuvre de sa vie
- 2005 : Tiroler Landespreis für Kunst (Prix d'État tyrolien pour l'art) présenté le 11 novembre 2005 à Innsbruck
- 2006 : Le Romy d’Or, catégorie Meilleure actrice de série
- 2006 : Le Krenkel-Preis du SPD de Munich (Parti social-démocrate d’Allemagne) pour le Courage et l'Engagement civique
- 2007 : Bayerische Verfassungsmedaille (Médaille constitutionnelle bavaroise) en or.

## Filmographie partielle

### Cinéma
- 1949 : Heimliches Rendezvous de Kurt Hoffmann : Therese
- 1971 : Mathias Kneissl de Reinhard Hauff : Mme Kneissl, la maman de Mathias
- 1976 : La Marquise d'O... de Éric Rohmer : La nourrice

### Télévision
- 1969-1970 : Die Perle – Aus dem Tagebuch einer Hausgehilfin (11 épisodes) : Emilie Knusefranz
- 1971 : Der Kommissar: Als die Blumen Trauer trugen : Mme Beiga
- 1972-1973 : Huit heures ne font pas un jour de Rainer Werner Fassbinder : La femme de Franz, Mme Miltenberger
- 1973 : Gibier de passage de Rainer Werner Fassbinder : Hilda Schneider, la femme d'Erwin
- 1974-1975 : Münchner Geschichten (7 épisodes) : Ruth Hillermeier
- 1977 : Tatort : Das Mädchen am Klavier : Sophie Riedel
- 1979 : Tatort : Der King : Mme Eglmayr
- 1980 : Derrick : Pricker : Franziska Sailer [4]
- 1980 : Le Renard : Un ami (Der Freund) : Tilly Gärtner
- 1981 : Derrick: Alerte (Die Schwester) : Madame Kieler
- 1987-1988 : Zur Freiheit (42 épisodes) : Paula Weingartner
- 1993 : Tatort : Alles Palermo : Anna Bürgl
- 1996-2009 : Der Bulle von Tölz (64 épisodes) : Resi Berghammer
- 2005-2007 : Les Enquêtes d'Agatha : Agathe Heiland
- 2006: Tatort : Tod aus Afrika : Frieda Jordan

## Crédit d'auteurs
- (de) Cet article est partiellement ou en totalité issu de l’article de Wikipédia en allemand intitulé « Ruth Drexel » (voir la liste des auteurs).